# 234 aC
El 234 aC va ser un any del calendari romà prejulià. Durant la República i l'Imperi Romà, era conegut com a any del consolat d'Albí i Màxim Ruga (o també any 520 ab urbe condita). L'ús del nom «234 aC» per referir-se a aquest any es remunta a l'alta edat mitjana, quan el sistema Anno Domini va ser el mètode de numeració dels anys més comú a Europa.

## Esdeveniments

### Regne d'Ibèria
- Saurmag I puja al tron d'Ibèria a la mort del seu pare Parnavaz I.[2]

#### Antiga Grècia
- El Regne de l'Epir a la mort del rei Ptolemeu (235 aC) nomena rei a Pirros III, que mor aquest any i puja al tron Deidamia, però pren el poder l'anomenada Lliga de l'Epir, un estat federal amb el seu propi parlament (o sinedrion).[3]
- Demetri II de Macedònia, destrueix la ciutat de Pleuró.[4]

### República Romana
- Aquest any són elegits cònsols Luci Postumi Albí i Espuri Carvili Màxim Ruga.[5]
- Màxim Ruga fa la guerra a Còrsega i després a Sardenya. Segons els Fasti, en aquesta segona illa obté una victòria que li permet celebrar un triomf.[6][7]
- Postumi Albí va a Ligúria i sotmet la rebel·lió que s'havia estès.[8]

## Naixements
- Cató el Censor (Cató el Vell), estadista romà (mort l'any 149 aC).[9]

## Necrològiques
- Parnavaz I, fundador del Regne d'Ibèria.[2]